# Jan Weeteling
Jan Weeteling (Zaandam, 18 augustus 1940) is een voormalig  topzwemmer op de rugslag, die namens Nederland eenmaal deelnam aan de Olympische Spelen: Tokio 1964.
Weeteling was lid van zwemvereniging Nereus uit zijn geboorteplaats Zaandam. Bij de Spelen van Tokio wist hij met estafetteploeg op de 4x100 meter wisselslag niet het succes te evenaren van twee jaar eerder, bij de Europese kampioenschappen van 1962 (Leipzig), toen de bronzen medaille werd gewonnen. Het kwartet, verder bestaande uit Hemmie Vriens (schoolslag), Jan Jiskoot (vlinderslag) en Ron Kroon (vrije slag), werd al in de eerste serie uitgeschakeld: 4.12,6.
Ook op zijn enige individuele start, de 200 meter rugslag, betekende de series meteen het eindstation voor Weeteling, die in de Japanse hoofdstad de twintigste tijd neerzette met 2.20,4. Zijn zus Bep was eveneens zwemster van nationale allure, en maakte eveneens deel uit van de olympische zwemploeg van 'Tokio 1964'.